# Agnija Tulupova
Agnija Tulupova (in russo Агния Тулупова?; 18 dicembre 2004) è una nuotatrice artistica russa.

## Palmarès
- Mondiali

Singapore 2025: argento nella gara a squadre programma tecnico e nella gara a squadre programma acrobatico.